# Labradorské moře
Labradorské moře (anglicky Labrador Sea; francouzsky Mer du Labrador) je součástí severozápadní oblasti Atlantského oceánu. Nachází se mezi poloostrovem Labrador na západě, Grónskem na severovýchodě a Baffinovým ostrovem na severu. S Baffinovým zálivem na severu je spojeno Davisovým průlivem. Na severozápadě sousedí s Hudsonovým průlivem, který spojuje Labradorské moře s Hudsonovým zálivem.

## Základní geografické údaje
- Rozloha – 840 000 km²
- Maximální hloubka – 4316 m